# Жакарепагуа (автодром)
Жакарепагуа́ (порт. Jacarepaguá) — бывший автодром в Рио-де-Жанейро, Бразилия. Также известен, как Международный автодром имени Нельсона Пике в Рио-де-Жанейро (порт. Autódromo Internacional Nelson Piquet do Rio de Janeiro). На трассе прошли 10 Гран-при Бразилии с 1978 по 1989 год.
Автодром был построен в 1978 году на месте осушенного болота, поэтому он характеризуется минимальным перепадом высот. В конфигурации трассы присутствуют две достаточно длинные прямые и несколько медленных поворотов.
С 1996 по 2000 год на автодроме проходили соревнования гоночной серии CART по дополнительной овальной конфигурации длиной 3 километра. Овал был назван в честь другого знаменитого бразильского пилота Эмерсона Фиттипальди. Так же, на автодроме проходили этапы MotoGP Гран-при Бразилии.
В январе 2008 года было объявлено, что трасса будет демонтирована, а на её месте городские власти возведут Олимпийский Тренировочный Центр в рамках подготовки к Летним Олимпийским играм 2016.

#### Победители Гран-при Бразилии на трассе Жакарепагуа
| Год  | №  | Пилот           | Конструктор    | Отчёт |
| ---- | -- | --------------- | -------------- | ----- |
| 1989 | 18 | Найджел Мэнселл | Ferrari        | Отчёт |
| 1988 | 17 | Ален Прост      | McLaren-Honda  | Отчёт |
| 1987 | 16 | Ален Прост      | McLaren-TAG    | Отчёт |
| 1986 | 15 | Нельсон Пике    | Williams-Honda | Отчёт |
| 1985 | 14 | Ален Прост      | McLaren-TAG    | Отчёт |
| 1984 | 13 | Ален Прост      | McLaren-TAG    | Отчёт |
| 1983 | 12 | Нельсон Пике    | Brabham-BMW    | Отчёт |
| 1982 | 11 | Ален Прост      | Renault        | Отчёт |
| 1981 | 10 | Карлос Ройтеман | Williams-Ford  | Отчёт |
| 1978 | 7  | Карлос Ройтеман | Ferrari        | Отчёт |